# ISO 3166-2:VI
ISO 3166-2:VI은 지리 식별 부호(geocode)를 정의하는 ISO 표준인 ISO 3166-2의 일부이며, 미국령 버진아일랜드에 적용된다. VI는 ISO 3166-1에서 할당된 국가 코드를 사용한다. 현재는 ISO 3166-2에서 할당된 코드가 없다. 미국령 버진아일랜드는 미국의 해외 영토로, ISO 3166-2:US 산하에 있기도 하다.